# Absdalepolder
De Absdalepolder is een polder ten zuidwesten van Hulst, behorend tot de Polders tussen Hulst en Appelzak.
Oorspronkelijk werd het gebied waarin Absdale ligt bedijkt door de monniken van de Abdij Ten Duinen. Absdale of Abbatis Vallis betekent dal van de abt. Vermoedelijk was het voordien een moerassig gebied, waar echter een betrekkelijk hoge dekzandrug in te vinden was die tot 2,4 meter boven NAP kwam. Herhaaldelijk werd dit gebied geïnundeerd, zoals tijdens de Tachtigjarige Oorlog, in 1596. In 1617, tijdens het Twaalfjarig Bestand, werd een kade aangelegd, maar in 1672 werd het gebied opnieuw geïnundeerd, nu om de Fransen tegen te houden. 
Ook daarna kwam de polder herhaaldelijk onder water te staan maar, aangezien ze betrekkelijk hoog gelegen was, zal het gebied eerder drassig geworden zijn dan een watervlakte hebben gevormd. Enige exploitatie was zelfs nog mogelijk.
In 1789 werd de polder definitief ingedijkt. Ze is 727 ha groot.
Aan de rand van de polder ligt de buurtschap Absdale.